# Формула д'Аламбера
Формула д'Аламбера — формула, що описує розв'язок задачі Коші для одновимірного хвильового рівняння
{\displaystyle {\frac {\partial ^{2}}{\partial x^{2}}}u(x,t)-{\frac {1}{c^{2}}}{\frac {\partial ^{2}}{\partial t^{2}}}u(x,t)=f(x,t).}
в області {\displaystyle t>0,\,-\infty <x<\infty } з початковими умовами {\displaystyle u(x,0)=\varphi (x),\,u_{t}(x,0)=\psi (x)}
Формула має вигляд :
{\displaystyle u(x,t)={\frac {\varphi (x+ct)+\varphi (x-ct)}{2}}+{\frac {1}{2c}}\int \limits _{x-ct}^{x+ct}{\psi (\alpha )d\alpha }+{\frac {1}{2c}}\int \limits _{0}^{t}\int \limits _{x-c(t-\tau )}^{x+c(t-\tau )}f(s,\tau )dsd\tau }